# Nerv optic

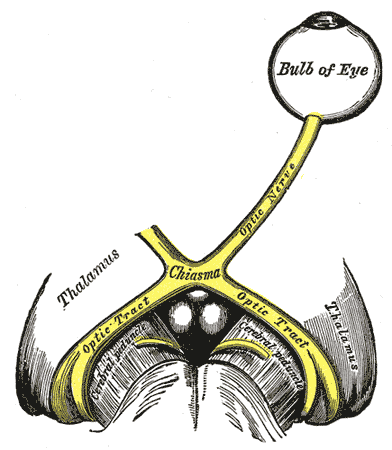
Nervul optic

Nervul optic (latină Nervus opticus) este cel de-al doilea nerv cranian și conduce informații senzoriale legate de simțul vizual. Este un nerv senzitiv care preia și receptează informațiile vizuale cu ajutorul celulelor specializate cu conuri și bastonașe din retină. 
Primul neuron al căii optice (neuronii bipolari) preia informația de la receptori (celulele cu conuri și bastonașe). Axonii neuronilor multipolari (deutoneuronii căii optice) converg, formând nervul optic. Acesta părăsește globul ocular prin pata oarbă, iar axonii proveniți din câmpul intern al retinei se încrucișează, formând chiasma optică, ajungând în tractul optic opus. 
Pierderea senzației vizuale se numește anopsie.